# 高文研
株式会社高文研（こうぶんけん）は、東京都千代田区に本社を置く日本の出版社。教育問題・社会問題系統の出版を特徴とする。かつては雑誌『考える高校生』の出版で知られた。1972年に発足した高校生文化研究会が母体で、梅田正己が代表を務めた。
当初は教員向けの指導書・教員書が主力であった。1980年代以降、沖縄の米軍基地問題、沖縄戦、安保・憲法問題、ジャーナリズム問題、近現代史といった領域の本を出版するようになった。有志の出版社による平和の棚の会、アジアの本の会に加盟しており、書店での合同フェアなどに参加している。

## 出版物
- 『3年B組 金八先生』シリーズ - 小山内美江子による小説版。第25集のみ清水有生が執筆している。
- シリーズ「観光コースでない〇〇」。
  - 新崎盛暉ほか『観光コースでない沖縄（第5版）』2023年。ISBN	9784874988459
- 大田昌秀『大田昌秀が説く　沖縄戦の深層：住民はいかにして戦争に巻き込まれたか』2014年。ISBN	9784874985519

## 雑誌

### 刊行中
- 『生活指導』隔月刊。
- 『新英語教育』月刊。

### かつて発行していた雑誌
- 『考える高校生』
- 『ジュ・パンス』

## 本社所在地
- 東京都千代田区神田猿楽町2-1-8